# SC Bümpliz 78
Der SC Bümpliz 78 ist ein Schweizer Fussballverein aus dem Berner Quartier Bümpliz. Der Verein spielt aktuell in der 3. Liga, der siebten Spielklasse der Schweiz.

## Geschichte
Der SC Bümpliz 78 entstand 1978 aus einer Fusion der beiden Vereine FC Bümpliz und FC Rot-Weiss Bümpliz. Die Mannschaft spielte in ihrer ersten Saison in der 3. Liga und stieg gleich in die 2. Liga auf. Mit wenig Geld schaffte der Verein in der Saison 1984/85 den Aufstieg in die 1. Liga. Während dieser Zeit gingen die beiden Brüder René Sutter und Alain Sutter getrennte Wege. René wurde vom BSC Young Boys abgeworben und Alain fand beim Grasshopper Club Zürich einen neuen Arbeitgeber. Der SC Bümpliz stieg sofort wieder in die 2. Liga ab. Erst 1990 schafften die Bümplizer die Rückkehr in die 1. Liga. In der Saison 1991/92 gelang der Aufstieg in die Nationalliga B. In der Saison 1992/93 kämpfte die Mannschaft lange Zeit vergebens um den Ligaerhalt, nach zwei Niederlagen in den Entscheidungsspielen gegen Urania Genève Sport musste wieder der Gang in die 1. Liga angetreten werden. Von diesem Rückschlag erholte sich der Verein nicht mehr; bis 1999 blieb der Verein zumindest dem Ligabetrieb der 1. Liga erhalten. In der Saison 1999/2000 stiegen die Bümplizer in die 2. Liga interregional ab und die Vereinsführung konnte nur knapp den Bankrott vermeiden.
Am zweitletzten Spieltag der Saison 2022/23 stieg der SC Bümpliz 78 nach einer 0:1-Niederlage gegen die zweite Mannschaft des FC Köniz zum ersten Mal in der Vereinsgeschichte in die 3. Liga ab.

## Bekannte Ehemalige Spieler
Zu den ehemaligen, bekannten Spielern zählen Maurizio Jacobacci, Christoph Spycher, Alain Sutter, René Sutter, Baykal Kulaksızoğlu, Gregory Wüthrich und Breston Sumbula Malula.

## Aktuelle Mannschaften
Zur Zeit betreibt der SC Bümpliz 78 folgende Aktivmannschaften:
- 1. Mannschaft (3. Liga)
- 2. Mannschaft (4. Liga)
- 3. Mannschaft (5. Liga)